# Zaynab bint Muhammad
Zaynab (arabe : زَيْنَب), Zaynab bint Muhammad (née entre 598 et 600 et morte au printemps 629) est une des filles de Mahomet et de sa première femme Khadija. Elle est réputée être sa première fille.
Zaynab fut mariée à son cousin Abou al-Aas ibn al-Rabi' (en). Zaynab resta à al-Ta'if avec son mari quand son père émigra à Médine en 622.
Lors de la bataille de Badr, Abou al-Aas ibn al-Rabi' fut fait prisonnier. Pour qu'il recouvre sa liberté, Zaynab envoya alors à son père le collier que lui a légué sa mère Khadija en rançon. Mahomet rendit la liberté à son beau-fils à condition de renvoyer sa fille Zaynab. Sur le chemin vers Médine, Zaynab fit une fausse couche.
Vers 627, Abou al-Aas ibn al-Rabi fut fait prisonnier une seconde fois. L'interecession de sa femme le fit libérer. Abou al-Aas ibn al-Rabi finit par se convertir à l'islam en 628 et eut le droit de vivre à nouveau avec Zaynab.
Celle-ci, toutefois, mourut une année plus tard. Ils avaient eu une fille, Oumama, qui épousa le futur calife Ali ibn Abi Talib peu après la mort en août 632 de sa femme Fatima ; ils eurent aussi un fils, Ali, qui mourut jeune.